# Ipotesi del campo magnetico
L’Ipotesi del campo magnetico propone una spiegazione razionale ai fenomeni di oggetti volanti non identificati (UFO) e in generale a numerose forme di visione mistica o di allucinazione collettiva e a certi fenomeni paranormali.

## L'instabilità del lobo temporale
All'atto di una crisi d'epilessia del lobo temporale, i neuroni della zona temporale appaiono terribilmente instabili, ciò che si traduce in un tracciato elettroencefalografico (EEG) particolarmente “spezzettato” con picchi molto alti e assai ravvicinati. Il paziente, all'insorgere di queste crisi, comincia a descrivere delle allucinazioni visuali e uditive particolarmente vive. Esse sono vissute con un realismo impressionante, al punto che si parla di stato di «sogno-veglia». I pazienti descrivono inoltre un sentimento  di estraneità, d'ansia o di panico e in certi casi di sensazioni bizzarre a sfondo erotico. Maggiore è l'instabilità temporale, più i pazienti descrivono di esperienze mistiche di tipo «extracorporeo». Olaf Blanke, docente all'università di Losanna, mentre stimolava elettricamente con la sua équipe il cervello di un paziente epilettico in preparazione di un intervento chirurgico, ha causato nel paziente stesso un'esperienza extracorporea.
Michael Persinger, neurologo e professore all'università Laurentiana di Sudbury, ha studiato in laboratorio gli effetti del campo elettromagnetico sul cervello umano allo scopo di guarire l'epilessia del lobo temporale.

## Un tentativo di spiegazione razionale alle osservazioni UFO
L'episodio più famoso di un'epilessia del lobo temporale associata a un avvistamento UFO è il "caso Bidule", in cui due donne, madre e figlia, residenti nella provincia dell'Hainaut, raccontarono di avere avuto, alla fine degli anni settanta, un incontro ravvicinato con alcuni extraterrestri, uno dei quali fu soprannominato dalla figlia "Bidule". Il caso fu indagato dall'associazione ufologica belga SOBEPS. Un neuropsichiatra che esaminò successivamente le due donne riscontrò una parafrenia nella madre e un'epilessia del lobo temporale nella figlia.
La rivista Cahiers Zététiques descrisse così il caso: 
«Appare incomprensibile come un'associazione ufologica seria non abbia trovato nulla di strano in questo caso. La sottovalutazione dello stato psichiatrico e il suo rifiuto di prenderlo in considerazione, (...), conducono a un'aberrazione totale del tipo del caso “Bidule”, o la cecità dello sperimentatore lo porta a scartare delle spiegazioni prosaiche a vantaggio di ipotesi per lo meno strambe».
Michael Persinger ha sottolineato che l'instabilità temporale responsabile dell'epilessia che porta lo stesso nome è assai diffusa tra la popolazione ma in una forma attenuata. E l'ipotesi che egli ha formulato è che ciò che può guarire alcune epilessie, il campo magnetico, può ugualmente provocarle nelle persone che già possiedono tale alterazione in forma leggera. Egli ha constatato che i terremoti seguono di poco l'osservazione di fenomeni anormali di tipo ufologico, e che presentano anch'essi degli schemi di onde successive corrispondenti alle osservazioni di UFO. Secondo lui, i fenomeni tellurici sarebbero all'origine della formazione di gas ionizzati su scala locale, che spiegherebbero inoltre certi fenomeni luminosi tuttora inesplicabili (le cosiddette luci telluriche). Persinger ha inoltre constatato che la somministrazione di un farmaco anticonvulsivante ha eliminato in una donna la sensazione ricorrente di essere vittima di rapimenti alieni.

## Visioni mistiche e fenomeni paranormali
Numerosi casi di estasi mistica avrebbero ugualmente, secondo questa spiegazione, la stessa origine dei casi UFO connessi a delirio immaginativo. Secondo Persinger, anche alcuni fenomeni paranormali come le apparizioni di fantasmi potrebbero essere correlate alle variazioni di campi magnetici. Anche uno studio di un gruppo di psicologi britannici coordinati da Richard Wiseman è arrivato alla conclusione che le visioni di fantasmi potrebbero essere dovute alle variazioni di campi magnetici percepite da alcune persone particolarmente sensibili.